# Reich wirst du nie
Reich wirst du nie, auch bekannt als Wer wird schon reich beim Militär? (Originaltitel: You’ll Never Get Rich), ist ein US-amerikanisches Filmmusical von Sidney Lanfield aus dem Jahr 1941 mit Fred Astaire und Rita Hayworth. Für die Musik- und Tanznummern konnte Columbia Pictures Songschreiber Cole Porter gewinnen. Der Film, der untypisch für das Genre das Soldatenleben thematisiert, belebte Astaires Karriere nach seiner beruflichen Trennung von Ginger Rogers und etablierte Hayworth als Musicalstar der 1940er Jahre.

## Handlung
Der exzentrische Broadway-Produzent Martin Cortland hat ein Auge auf die hübsche und begabte Tänzerin Sheila Winthrop geworfen. Diese hingegen ist eher interessiert an Robert Curtis, dem Choreografen ihrer Tanztruppe. Dennoch versucht Cortland, Sheilas Zuneigung mit Geschenken wie einem Armband zu gewinnen, auf dem ihr Name eingraviert ist. Als jedoch seine Ehefrau Julia misstrauisch wird, versucht Cortland sie zu überzeugen, dass Sheila bereits mit Robert Curtis so gut wie verlobt sei. Zu diesem Zweck lädt er Sheila und Robert zu einem gemeinsamen Abendessen ein. Als Sheila merkt, dass Cortland Robert benutzt, um Julia zu beruhigen, und Robert bereitwillig so tut, als ob er es war, der Sheila das Armband schenken wollte, stürmt sie gekränkt davon.
Am nächsten Morgen verkündet eine Zeitung die Verlobung von Sheila und Robert. Da Robert überzeugt ist, dass Sheila dafür verantwortlich ist, sucht er sie in ihrem Apartment auf. Immer noch erbost über seine Kränkung, spielt sie ihm zusammen mit ihrer Tante Louise eine scherzhafte Szene vor, darauf beharrend, dass er sein Wort halten und sie heiraten müsse. Auch Sheilas tatsächlicher Verlobter, Captain Tom Barton, spielt mit und gibt sich als ihr Bruder aus, der schließlich zur Waffe greift, um Robert zur Heirat zu zwingen. Dieser ergreift sofort die Flucht, worauf die anderen drei in schallendes Gelächter ausbrechen. Robert erfährt anschließend von seiner Einberufung in die Armee und zögert nicht lange, dem Militär beizutreten, bietet ihm die Armee doch die ideale Lösung für seine augenblicklichen Probleme. In seiner ersten Nacht bei der Armee plagen ihn Schuldgefühle gegenüber Sheila, und er träumt, dass Tom ihn mit einer Heugabel verfolgt. Beim Versuch ihn aufzuwecken, schlägt Robert aus Versehen seinen Vorgesetzten, was ihm zwei Tage im Armeegefängnis einbringt. Als Sheila Tom in der Kaserne besuchen will, trifft sie auf Robert in seiner Zelle. Er entschuldigt sich für sein Verhalten und versucht, sie zu beeindrucken, indem er behauptet, ein Captain zu sein. Nach seiner Entlassung stiehlt er die Uniform eines Captains und besucht Sheila im Haus von Toms Mutter. Doch zu seiner Überraschung findet er dort neben Sheila und Tom auch den Captain vor, dem er die Uniform gestohlen hat, weshalb er für zwei weitere Wochen unter Arrest gestellt wird.
Indes entschließt sich Cortland, seine Revue den Soldaten vorzuführen. Dafür will er Robert engagieren. Dieser erhält schließlich die dafür notwendige Erlaubnis unter der Bedingung, stets von zwei Wachen begleitet zu werden. Da Robert auf Sheila als seine Partnerin bei der Show besteht, aber Cortland lieber seine neue Flamme Sonya auf der Bühne sehen will, versucht Cortland, einen noch größeren Keil zwischen Robert und Sheila zu treiben. Dazu lässt er die Eingravierung auf dem Armband von „Sheila“ in „Sonya“ umändern, nachdem Robert ihm angeboten hat, das Armband zu kaufen, um es Sheila zu schenken. Im Wissen, dass sich Robert das Schmuckstück in seinem Apartment abholt, während Sonya sich dort aufhält, schickt Cortland auch Sheila unter einem Vorwand zu seiner Wohnung. Dort findet Robert zunächst Sonya spärlich bekleidet vor. Als Sheila an die Tür klopft, versteckt er Sonya im Badezimmer. Als auch seine zwei Wachmänner eintreffen, versucht er, mit Sheila über die Feuerleiter zu entkommen. Dabei entdeckt Sheila sowohl Sonya als auch das Armband mit der neuen Gravur. Bevor Sheila wütend davonstürmt, lässt sie Robert wissen, dass sie in Kürze Tom heiraten werde.
Um Cortland eins auszuwischen, lädt Robert dessen Frau Julia in das Armeecamp ein und stellt ihr Sonya vor, die sich daraufhin peinlich berührt von der Show zurückzieht. Danach helfen ihm die beiden Soldaten Kewpie Blain and Swivel Tongue, den Rest der Kompanie zu einer Demonstration aufzurufen, die Sheila zur Rückkehr in die Revue bewegen soll. Angesichts der Masse an Soldaten vor ihrer Haustür willigt sie schließlich ein. Sie ist jedoch immer noch nicht bereit, Robert zu verzeihen. Bei einer Tanznummer, die als Hochzeit inszeniert wird, lässt Robert einen echten Priester auftreten und küsst am Ende des Tanzes übermütig seine frisch angetraute Braut. Als Robert Sheila verkündet, dass sie beide nun offiziell ein Ehepaar seien, kocht Sheila vor Wut und läuft erneut davon. Cortland hält sie jedoch auf und erzählt ihr schuldbewusst die Wahrheit. Nun, da sie weiß, dass Robert keine Schuld traf und er sie wirklich liebt, besucht sie ihn in seiner Zelle und ist gewillt, in einem Zelt vor seiner Zelle die Nacht zu verbringen. In diesem Augenblick trifft Roberts Vorgesetzter ein, der ihn frei lässt und den beiden Frischvermählten alles Gute wünscht.

## Hintergrund

### Vorgeschichte
Fred Astaire und Ginger Rogers waren Mitte der 1930er Jahre mit Filmmusicals von RKO Pictures, darunter Ich tanz’ mich in dein Herz hinein (1935) und Swing Time (1936), zum erfolgreichsten Tanzduo der Leinwand avanciert. Nach neun gemeinsamen Filmen, von denen die letzten an die Erfolge der Vorgänger nicht heranreichen konnten, beendeten Astaire und Rogers 1939 ihre dauerhafte Filmpartnerschaft. Astaire drehte daraufhin Broadway Melodie 1940 mit Eleanor Powell und Swing-Romanze (1940) mit Paulette Goddard. Aufgrund des eher mäßigen Erfolgs der beiden Filme wollte er anschließend in den vorzeitigen Ruhestand treten. Doch konnte Harry Cohn, der Chef von Columbia Pictures, Astaire überzeugen, für sein Studio einen weiteren Film zu drehen.

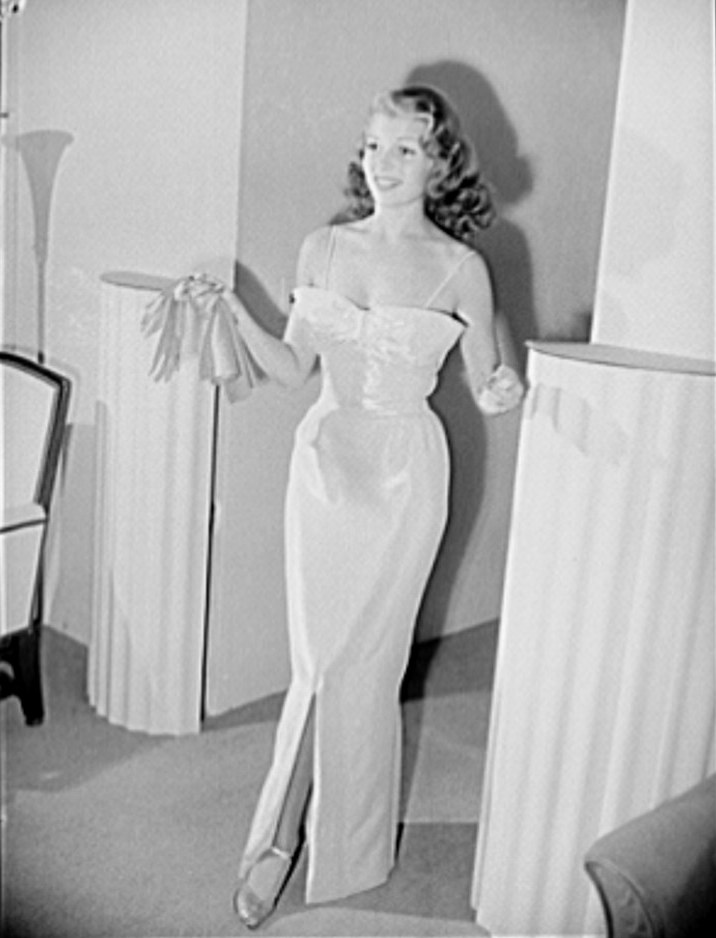
Rita Hayworth (1941)

Da das Studio jedoch keinen weiblichen Musicalstar unter Vertrag hatte und Cohn aus Kostengründen keinen Star von einem anderen Studio ausleihen wollte, besann man sich auf Rita Hayworth, die bei Columbia fest unter Vertrag stand und erst kürzlich mit Filmen wie Schönste der Stadt (1941) und König der Toreros (1941) zur gefragten Schauspielerin aufgestiegen war. Sie gehörte zu einer Familie von Tänzern, „The Dancing Cansinos“, und wurde von ihrem Vater Eduardo Cansino, der aus Sevilla stammte, bereits in jungen Jahren zur Tänzerin ausgebildet. In ihren ersten Filmen trat sie zumeist noch als Tänzerin auf. Als sie jedoch 1937 ihren Vertrag bei Columbia erhielt, wurde sie fortan fast ausschließlich in kleinen Kriminalfilmen besetzt, in denen ihr tänzerisches Talent nicht zum Einsatz kam.
Als Hayworth 1941 erfuhr, dass sie mit Fred Astaire ein Filmmusical drehen sollte, war sie zunächst verunsichert und befürchtete, dass sie nach ihrer mehrjährigen Tanzpause mit Astaire nicht mithalten könne. Astaire hatte jedoch keine Bedenken, was ihr Talent als Tänzerin anbelangte, da er aus seiner Zeit in Vaudeville-Theatern ihren Vater Eduardo gut kannte, der dort wie er selbst mit seiner Schwester als Tanzduo aufgetreten war. Als Astaire und Hayworth erste gemeinsame Tanzschritte übten, waren sie sich zudem auf Anhieb sympathisch. Astaire war lediglich besorgt, dass Hayworth zu groß für ihn sein könnte, worauf diese beim Dreh keine sonderlich hohen Absätze trug.

### Dreharbeiten
Die Dreharbeiten fanden vom 20. Mai bis 24. Juli 1941 statt. Auch während des Drehs kamen Hayworth und Astaire unter der Regie von Sidney Lanfield bestens miteinander aus. Während der Proben spielten sie sich kleine Streiche, empfanden aber auch großen Respekt vor dem Talent und der Professionalität des jeweils anderen. Astaire, der bekannt dafür war, sehr anspruchsvoll zu sein, lobte später vor allem die Schnelligkeit, mit der seine Kollegin die Choreografien einstudierte: „Sie lernte die Tanzschritte schneller als jeder, den ich kannte. Ich zeigte ihr eine Choreografie vor dem Mittagessen und gleich als sie vom Essen zurückkam, tanzte sie die Schritte mit Perfektion.“ Auch fiel ihm auf, dass Hayworth ihre Energien nie vollends bei den Proben verschwendete, jedoch alles gab, wenn die Kameras liefen.
Später bemerkte Astaire: „Rita tanzte mit antrainierter Perfektion und Individualität. Sie wusste natürlich durch ihre Erfahrung, auf was es beim Tanzen ankam. Das war offensichtlich von dem Moment an, als ich anfing, mit ihr zu arbeiten. Ich genoss es, Reich wirst du nie zu drehen – wegen Rita und der Tatsache, dass es einer der ersten Filme war, der sich mit dem Militärdienst im Zweiten Weltkrieg beschäftigte.“ Astaire war zudem froh, dass er einmal seinen obligatorischen Frack und Zylinder gegen eine Uniform eintauschen konnte. Er bedauerte lediglich, dass der Film nicht in Technicolor gedreht wurde, was seinerzeit noch sehr kostspielig war.

### Musik- und Tanznummern

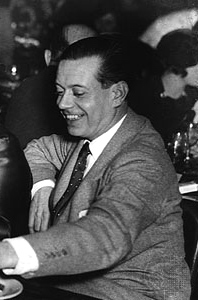
Cole Porter (1934)

Trotz der namhaften Besetzung mit Astaire, Hayworth und Benchley fiel es Komponist Cole Porter schwer, Songs für ein Filmmusical über das Leben in der Armee zu schreiben. Zudem war er an den Luxus eines großen, glamourösen Studios wie MGM gewöhnt, wohingegen Harry Cohns Columbia Pictures eher praktisch orientiert war und im Hinblick auf das Budget jeglichen Luxus an den Sets einsparte. Obwohl 1941 verschiedene amerikanische Radiostationen in den Streik traten und dadurch die Songs von Reich wirst du nie nur selten im Radio zu hören waren, erhielt Porter für seinen Song Since I Kissed My Baby Goodbye eine Oscar-Nominierung. Während Fred Astaire seine und Hayworths Tänze selbst gestaltete, wurde der Choreograf Robert Alton für die restlichen Tänzer engagiert. Dieser hatte bislang am Broadway gearbeitet, weshalb er anfangs Schwierigkeiten hatte, mit den weniger gut trainierten Tänzern von Columbia zurechtzukommen.
- Rehearsal Duet (Cole Porter): Bei einer Tanzprobe zu Beginn des Films übt Robert Curtis (Fred Astaire) mit Sheila Winthrop (Rita Hayworth) eine kurze Nummer vor den anderen Tänzern ein. Dabei steppen sie in hohem Tempo nebeneinander.
- Boogie Barcarolle (Porter): Daraufhin probt Robert mit seinen Tänzern einschließlich Sheila eine große Showeinlage mit Ballett- und Stepptanzelementen, bei der die Tänzer sich in mehreren Reihen über die Bühne bewegen und am Ende einige Tänzerinnen von ihren männlichen Kollegen in die Luft gehoben werden.
- Dream Dancing (Porter): Um seine Frau zu besänftigen, lädt Martin Courtland (Robert Benchley) Robert und Sheila zu einem gemeinsamen Abendessen in ein Lokal ein, wo Robert im Smoking und Sheila in einem weißen Kleid Arm in Arm zur Musik einer Big Band tanzen. Dabei gesteht Robert, dass er Sheila bei den Proben nur maßregelt, um die Gelegenheit zu haben, mit ihr zu Tanzen, worauf Sheila ihrerseits zugibt, absichtlich Fehler aus dem gleichen Grund zu machen.
- Shootin’ The Works For Uncle Sam (Porter): Als Robert beschließt, der Armee beizutreten, und am örtlichen Bahnhof auf seine Abreise wartet, tauchen überraschend einige seiner Revuemädchen in knapper Bekleidung auf, um sich von ihm zu verabschieden. Robert stimmt mit Stock und Hut dazu das Militärlied Shootin’ The Works For Uncle Sam an, woraufhin er und die Mädchen im Tanzschritt durch den Bahnhof marschieren. Die Kombination von Jazz- und Marschrhythmen veranschaulicht dabei die Parallelen zwischen Tanzproben und Armeedrill.
- Since I Kissed My Baby Goodbye (Porter): Als Robert in der Arrestzelle seine Strafe absitzen muss, spielt in einer anderen Zelle eine kleine Kapelle schwarzer Musiker den melancholischen Song Since I Kissed My Baby Goodbye (dt.: „Seit ich mein Mädchen zum Abschied küsste“). Gemächlich beginnt Robert in seiner einfachen Uniform zur immer schneller werdenden Musik zu tanzen, bis er dynamisch durch den Raum steppt, während Sheila ihm dabei zuschaut.
- March Milastaire (A-Stairable Rag) (Porter): Später tanzt Robert in seiner Zelle erneut ein Solo, mit dem er seine plötzliche Freude über seine Liebe zu Sheila zum Ausdruck bringt und dabei mit Klatschen und Steppen versucht, so viel wie möglich Lärm zu machen.
- So Near and Yet So Far (Porter): Bei einer Probe für eine große Show vor den Soldaten treten Robert und Sheila in feiner Abendgarderobe auf der Bühne des Camps auf. Vor Sheila, die an einer künstlichen Palme sitzt, singt Robert im Frack mit weißer Fliege So Near and Yet So Far  (dt.: „So nah und doch so fern“), womit er Sheilas unwiderstehliche Anziehungskraft beschreibt. Als Sheila in ihrem schwarzen Kleid mit hohem Schlitz aufsteht, das neben ihren Beinen vor allem ihre Schultern und Hüften betont, beginnen beide zur Rumba-Melodie des Liedes zu tanzen. Als Synthese von Latein- und Gesellschaftstanz, bei der sich Sheila mit ihrer Sinnlichkeit und Robert mit seiner Eleganz ergänzen, stellt So Near and Yet So Far den romantischen Höhepunkt des Films dar.
- The Wedding Cake Walk (Porter): Bei der finalen Showeinlage vor Hunderten von Soldaten stimmt die Sängerin Martha Tilton das Lied The Wedding Cake Walk an. Dabei wird sie von Tänzern in Uniform in die Höhe gehoben, bis sich der Vorhang öffnet und weitere uniformierte Tänzer in einer langen Reihe vor Revuemädchen marschieren, die allesamt Brautkleider tragen. Daraufhin läuft Sheila, ebenfalls in einem weißen Brautkleid, anmutig zwischen den anderen Tänzern umher, von denen einer sie zu Robert an den künstlichen Hochzeitsaltar führt. Nachdem sich Robert und Sheila vor dem Priester das Ja-Wort gegeben haben, beginnen sie mit den anderen schwungvoll zu tanzen, was sie kurz darauf auf einer riesigen Hochzeitstorte in Form eines Panzers fortsetzen.

## Rezeption

### Veröffentlichung
Die Uraufführung von Reich wirst du nie fand am 23. Oktober 1941 in New Yorks Radio City Music Hall statt. Werbewirksam erschien Rita Hayworth dabei in Begleitung von Offizieren der US-amerikanischen Streitkräfte sowie von vier jungen Soldaten als Vertreter der United States Army, Navy, Coast Guard und des Marine Corps. Reich wirst du nie war daraufhin sehr erfolgreich an den US-amerikanischen Kinokassen und erwies sich für Columbia Pictures als einer der größten Hits des Jahres. Darüber hinaus etablierte der Film Hayworth als Musicalstar und sorgte dafür, dass Fred Astaires Karriere erneut florierte, nachdem er sich von Tanzpartnerin Ginger Rogers getrennt und bereits an seinen künstlerischen Ruhestand gedacht hatte.
Während der Dreharbeiten zierte Hayworth das Cover einer Ausgabe (11. August 1941) des Life Magazine, in der auch ihr berühmtes Pin-up-Foto erschien, das sie in einem seidigen, spitzenbesetzten Negligé in aufreizender Pose zeigt. Zusammen mit diesem Foto machte der Film Hayworth neben Betty Grable zum beliebtesten Pin-up-Girl der US-amerikanischen GIs während des Zweiten Weltkriegs. Ausschlaggebend war dabei auch, dass Reich wirst du nie das erste Filmmusical war, das den Armeealltag thematisierte und noch vor dem japanischen Angriff auf Pearl Harbor, der die Amerikaner veranlasste, in den Zweiten Weltkrieg einzutreten, veröffentlicht wurde. Aufgrund der positiven Resonanz folgte ein Jahr später mit Du warst nie berückender (1942) der zweite gemeinsame Film von Astaire und Hayworth. Während die Kritiken seinerzeit sehr positiv für Reich wirst du nie ausfielen und vor allem die überraschend gute Zusammenarbeit von Astaire und Hayworth lobten, wird das Filmmusical heute als ein eher schwächerer Film der beiden Schauspieler bewertet.
In Deutschland wurde Reich wirst du nie erstmals am 16. Januar 1974 im Fernsehen gezeigt, jedoch im englischen Originalton mit deutschen Untertiteln. Erst für eine Ausstrahlung innerhalb einer Rita-Hayworth-Reihe am 16. August 1984 gab das ZDF eine Synchronbearbeitung in Auftrag, bei der Astaire von Eckart Dux und Hayworth wie auch in Gilda von Viktoria Brams synchronisiert wurden. Im Jahr 2004 erschien die synchronisierte Fassung unter dem Titel Wer wird schon reich beim Militär? auf DVD.

### Kritiken
Daily Variety bezeichnete Reich wirst du nie nach der Uraufführung als „gelungene Kombination aus Musik, Tanz und Komödie“. Das Duo, Fred Astaire und Rita Hayworth, sei „ebenfalls eine glückliche Verbindung“. Der Film gehöre „sicher zu Astaires besten Musicals“ und zeige „ein neues Talent“ Hayworths, „das sehr viel Gefallen finden wird“. Ihre Leistung könne es mit „jeglichen Vergleichen“ aufnehmen. Sidney Lanfields Regie verdiene „gleiches Lob“. Theodore Strauss schrieb in der New York Times, dass Fred Astaire zwar „kein großer Schauspieler“ sei, „aber diese unbeschwerte Art an sich“ habe, „die jeden in seinen Bann zieht“. Rita Hayworth, „die einen um den Schlaf bringen kann“, tanze „mit Schwung und Begeisterung“.
Variety befand, dass das Drehbuch „mit humorvollen Dialogen und Situationen“ bespickt sei. Auch wenn die Geschichte nicht neu erscheine, sei „sie von Sidney Lanfields Regie hinreichend aufpoliert worden“. Lanfield habe den Plot „konstant in Bewegung“ gehalten und die Songs und Tanznummern seien „geschickt verteilt“. Laut Time sei die Nachricht seinerzeit durch ganz Amerika gegangen, „als der beste Stepptänzer der Welt, Fred Astaire, eine neue Tanzpartnerin gefunden hatte“. Sie habe mit ihm in Reich wirst du nie getanzt und sei „die beste Partnerin“ gewesen, „die er je gehabt hatte“.
Für Craig Butler vom All Movie Guide war Reich wirst du nie rückblickend „nicht gerade der beste Film, den sowohl Fred Astaire als auch Rita Hayworth je gedreht haben“. Die Chemie jedoch stimme „definitiv zwischen den beiden“. Dies werde vor allem „während ihrer Tanznummern deutlich, wenn sich Hayworths freundliche Aura einer Liebesgöttin wunderbar mit Astaires Sinn für Perfektion vereint“. Hayworth sei „sogar eine bessere Tänzerin als Ginger Rogers“. Cole Porters Filmmusik sei „ordentlich, mit So Near and Yet So Far sogar mehr als das“. Das Drehbuch wiederum sei „ein bisschen wie ein Flickenteppich“. Solange jedoch die Stars und Nebendarsteller Robert Benchley zu sehen seien, werde man mit dem Film „bezaubernd“ unterhalten. Dem Filmkritiker Leonard Maltin zufolge biete der Film dank „witzigem Geplänkel, der Musik von Cole Porter und dem grandiosen Tanzen“ der beiden Hauptdarsteller „lebhaftes Vergnügen“. „Enttäuschendes Musical mit nur mäßigen Musik- und Tanzeinlagen; unterhaltsam allenfalls durch gelegentliche Situationskomik und gute Darsteller“, urteilte hingegen das Lexikon des internationalen Films.

### Auszeichnungen
Bei der Oscarverleihung 1942 war Reich wirst du nie in den Kategorien Bester Song (Since I Kissed My Baby Goodbye) und Beste Filmmusik in einem Filmmusical für den Oscar nominiert. In letztgenannter Kategorie konnte sich der musikalische Leiter von Reich wirst du nie, Morris Stoloff, jedoch nicht gegen Frank Churchill und Oliver Wallace durchsetzen, die für ihre Musik des Disney-Films Dumbo ausgezeichnet wurden. Auch Komponist Cole Porter konnte sich mit seinem Song Since I Kissed My Baby Goodbye nicht gegen die Konkurrenz von Jerome Kern und Oscar Hammerstein behaupten, die den Oscar für The Last Time I Saw Paris aus Lady Be Good gewannen.

## Deutsche Fassung
Die deutsche Synchronfassung entstand 1984 im Auftrag des ZDF.
| Rolle           | Darsteller       | Synchronsprecher   |
| --------------- | ---------------- | ------------------ |
| Robert Curtis   | Fred Astaire     | Eckart Dux         |
| Sheila Winthrop | Rita Hayworth    | Viktoria Brams     |
| Sonya           | Osa Massen       | Madeleine Stolze   |
| Tante Louise    | Marjorie Gateson | Haide Lorenz       |
| Mrs. Barton     | Ann Shoemaker    | Marianne Wischmann |